# Adromischus roaneanus
Adromischus roaneanus és una espècie de planta suculenta del gènere Adromischus, pertanyent a la família Crassulaceae.

## Taxonomia
Adromischus roaneanus Uitewaal va ser descrita per Antonius Josephus Adrianus Uitewaal i publicada al National Cactus and Succulent Journal 7(4): 42. 1952.
Segons Pilbeam, Rodgerson i Tribble, el nom correcte és A. roanianus (Bibliografia 3).